# 阮氏美英
阮氏美英（1994年11月27日—），越南女子足球运动员，司职右后卫，目前效力于太原T&T女子足球俱乐部和越南国家女子足球队。她曾代表越南参加2023年国际足联女子世界杯。